# Doumea reidi
Doumea reidi és una espècie de peix pertanyent a la família dels amfílids i a l'ordre dels siluriformes.

## Etimologia
L'epítet reidi fa referència al Dr. Gordon McGregor Reid, director general del North of England Zoological Society.

## Descripció
Fa 9,3 cm de llargària màxima. Es diferencia de totes les altres espècies del seu gènere (tret de Doumea chappuisi i de Doumea stilicauda) per posseir crestes òssies longitudinals des de la base de l'aleta adiposa fins a la base de l'aleta caudal i des de d'una mica abans de l'origen de l'aleta anal fins a la base de l'aleta caudal. Es distingeix de Doumea chappuisi per tindre, a la superfície dorsal dels radis no ramificats de les aletes pectorals i pelvianes, tot un reguitzell de taques fosques irregulars sobre un fons més clar (vs. uniformement pigmentada); i de Doumea stilicauda per diferències en la longitud predorsal, en la longitud del cap i en la longitud i altura del peduncle caudal.

## Hàbitat i distribució geogràfica
És un peix d'aigua dolça, demersal i de clima tropical, el qual viu a Àfrica: és un endemisme del curs superior del riu Mbam (conca del riu Sanaga) a l'est de Nigèria, no gaire lluny de la frontera amb el Camerun.

## Observacions
És inofensiu per als humans i el seu índex de vulnerabilitat és de baix a moderat (35 de 100).